# Secolarizzazione dei beni ecclesiastici
Per secolarizzazione dei beni ecclesiastici si intende il fenomeno, più volte accaduto nella storia, del passaggio in mano laicale dei beni della Chiesa cattolica.

## L'epoca della riforma protestante
Il primo grande fenomeno fu determinato dalla riforma protestante.
In Germania pressoché tutti i vescovati e le abbazie erano detenute esclusivamente da membri della classe nobiliare, che molte volte si tramandavano le cariche ecclesiastiche all'interno delle proprie famiglie. Del resto, lo stretto intreccio tra cariche principesche o comitali laiche e cariche ecclesiastiche rendeva difficile capire quali situazioni erano conformi alle leggi e ai canoni e quali erano abusi.
Con la riforma luterana avvenne il fenomeno che vescovi e abati, divenuti luterani (e dopo anche calvinisti) avocavano alla propria famiglia e consideravano ereditari i beni dapprima collegati a cariche ecclesiastiche. Uno dei casi più rilevanti fu la secolarizzazione dei beni dell'Ordine Teutonico, trasformato in Ducato di Prussia  a favore degli Hohenzollern. L'imperatore Carlo V intervenne, considerando illegittime queste secolarizzazioni. La Germania centro-meridionale, in genere si adeguò all'ordine imperiale, a differenza di quanto avvenne nelle regioni della Germania del Nord.
Nel 1555 la pace di Augusta consolidò la situazione esistente, legittimando le secolarizzazioni intervenute fino al 1552, definito Anno normale, stabilendo invece la restituzione dei beni secolarizzati in epoca successiva. Tuttavia queste clausole non furono accettate da parte protestante. Ciò fu una delle cause della guerra dei trent'anni. Con la pace di Vestfalia, uno dei temi centrali fu lo spostamento dell'anno normale, l'accordo fu trovato fissando il nuovo anno normale al 1624: in tal modo vengono riconosciuti ai protestanti 3 arcivescovati, 13 vescovati e migliaia di chiese e monasteri.

### Elenco delle diocesi cattoliche soppresse
Arcivescovati
- Amburgo
- Brema (1648)
- Magdeburgo (1524)

Vescovati
- Lubecca
- Ratzeburg (1554)
- Cammin (1536)
- Verden (1568)
- Havelberg
- Brandeburgo
- Lebus (Fürstenwalde)
- Halberstadt (1648)
- Merseburg (1543)
- Naumburg (Zeitz) (1564)
- Meißen
- Minden (1546)
- Schwerin
- Münster, dal 1529 al 1535
- Paderborn, dal 1532 al 1604
- Costanza, dal 1627 al 1548
- Osnabrück, parzialmente dal 1648
- Augusta, dal 1527 al 1547
- Hildesheim, dal 1514 al 1630

## Le secolarizzazioni della Rivoluzione francese e dell'età napoleonica
Una grande secolarizzazione di beni ecclesiastici avvenne durante la Rivoluzione francese.
Il 2 novembre 1789, su proposta di Talleyrand, vescovo di Autun, i beni del clero furono messi a disposizione della Nazione per l'estinzione del debito pubblico. Essi divennero dei beni nazionali che sarebbero stati venduti in lotti per ricoprire il deficit dello Stato. Lo stesso anno vennero introdotti gli assegnati, una forma di carta moneta garantita dai «domini nazionali», che i detentori potevano scambiare con i terreni confiscati. Utilizzati inizialmente come buoni del Tesoro, essi ricevettero corso forzoso nell'aprile 1790 per divenire una vera moneta. Furono emessi circa 400 milioni di assegnati e questo fu l'inizio di un periodo di forte inflazione.
Misure analoghe riguardarono le varie repubbliche che le armate rivoluzionarie e poi quelle napoleoniche diffondevano in Europa, ed in particolare in Italia.

### Il trattato di Lunéville
Un risultato indiretto del nuovo clima toccò anche il Sacro Romano Impero, alla vigilia della sua definitiva cessazione. Nell'impero, anche dopo la pace di Vestfalia del 1648, sopravvivevano molti principati ecclesiastici che furono tutti secolarizzati con il trattato di Lunéville, con la mediatizzazione di vari principati, contee e signorie posti sulla riva sinistra del Reno (Alto Reno, Vestfalia).
Essi erano:
- principato arcivescovile di Magonza (principe elettore)
- principato arcivescovile di Colonia (principe elettore)
- principato arcivescovile Treviri (principe elettore)
- principato arcivescovile di Salisburgo
- principato vescovile di Augusta
- principato vescovile di Bamberga
- principato vescovile di Basilea
- principato vescovile di Breslavia
- principato vescovile di Bressanone
- principato vescovile di Coira
- principato vescovile di Corvey
- principato vescovile di Eichstätt
- principato vescovile di Frisinga
- principato vescovile di Fulda
- principato vescovile di Hildesheim
- principato vescovile di Costanza
- principato vescovile di Lubecca
- principato vescovile di Liegi
- principato vescovile di Münster
- principato vescovile di Osnabrück
- principato vescovile di Paderborn
- principato vescovile di Passavia
- principato vescovile di Ratisbona
- principato vescovile di Spira
- principato vescovile di Strasburgo
- principato vescovile di Trento
- principato vescovile di Worms
- principato vescovile di Würzburg

## Le secolarizzazioni in Italia
Nel Granducato di Toscana dal 1786 fu avviata la soppressione dei conventi ed il passaggio dei loro beni al Granducato.
Il Regno di Sardegna aveva imboccato la strada della secolarizzazione dei beni ecclesiastici già dal 1773 dopo la soppressione della Compagnia di Gesù, convertendo gli edifici ex gesuitici in caserme o affidandone la gestione al clero secolare (scuole, università, seminari e istituti di formazione). I gesuiti ritornarono in possesso dei loro beni e chiese a partire dal 1823 ma li persero nuovamente nel 1848.
Con la legge del 25 agosto, oltre a espellere tutti i gesuiti, Carlo Alberto sopprimeva l'ordine in Sardegna e nelle regioni di terraferma e ne incamerava tutti i collegi, convertendoli ancora ad uso militare o affidandoli a laici e religiosi secolari. Le chiese, invece, passarono all'amministrazione e giurisdizione diocesana. 
Con le leggi Siccardi iniziò la normativa contro la manomorta.
È del 29 maggio 1855 la più famosa legge che abolisce tutti gli Ordini religiosi privi (secondo la legge) di utilità sociale (agostiniani, carmelitani, certosini, cistercensi, cappuccini, domenicani, benedettini e altri) e ne espropria tutti i conventi (335 case), sfrattando 3733 uomini e 1756 donne.

### Le leggi eversive
(dal latino eversio = distruzione, abbattimento)
Dopo la legge 7 luglio 1866 di soppressione degli Ordini e delle Corporazioni religiose, la legge 15 agosto 1867 stabilì la liquidazione dell'Asse ecclesiastico.
Con queste due leggi, lo Stato italiano operò per la prima volta una forma di intervento diretto nell'economia, togliendo il riconoscimento di «ente morale» a tutti gli ordini, corporazioni nonché congregazioni di carattere ecclesiastico, sicché il demanio dello Stato acquisì tutti i beni ecclesiastici.
I fabbricati conventuali incamerati dallo Stato vennero poi concessi ai Comuni e alle Province (con la legge del 1866, art. 20), previa richiesta di utilizzo per pubblica utilità entro il termine di un anno dalla presa di possesso.
Nelle leggi del 1866 e 1867 non furono previste forme particolari di tutela dei beni immobili dei monasteri. Spesso, numerose chiese vennero allora indicate come "monumentali" per evitare gli effetti dell'art. 33 della legge del 1866, e cioè per evitarne la chiusura e l'acquisizione al demanio. Ciò accadde ad esempio nel caso del chiostro e della chiesa di San Nicolò in Catania, riconosciuto come "monumento" dal Ministero della Pubblica Istruzione con un decreto speciale del 25 giugno 1869.